# Cunina tenella
Cunina tenella is een hydroïdpoliep uit de familie Cuninidae. De poliep komt uit het geslacht Cunina. Cunina tenella werd in 1909 voor het eerst wetenschappelijk beschreven door Bigelow. 